# 헬레닉 자동차 공업
헬레닉 자동차 공업(Hellenic Vehicle Industry, ELVO)는 테살로니키에 본사를 둔 그리스의 자동차 제조업체이다. 이 회사는 1972년 Steyr Hellas라는 이름으로 설립되었으며 1987년부터 현재의 이름을 사용했다. 주로 버스, 트럭, 군용 차량을 생산한다.
이 회사는 2021년 2월 14일 이스라엘 컨소시엄에 인수되었다.